# Oederemia nanata
Oederemia nanata là một loài bướm đêm trong họ Noctuidae.